# Нагорное (Рыбновский район)
Нагорное — деревня в Рыбновском районе Рязанской области. Входит в Батуринское сельское поселение.

## География
Находится в западной части Рязанской области на расстоянии приблизительно 4 км на запад-северо-запад по прямой от железнодорожного вокзала в городе Рыбное.

## История
На карте 1850 года здесь было отмечено место, «предполагаемое для усадьбы». Позднее поселение было основано крестьянами села Городище (ныне Дивово). Первоначальное название было Нагорное Городище. В 1859 году здесь (тогда деревня Зарайского уезда Рязанской губернии) было учтено 83 двора.

## Население
| 2010 |
| ---- |
| 129  |

Численность населения: 382 человека (1859 год), 109 в 2002 году (русские 94 %), 129 в 2010.